# Elena Prieto-Rodriguez
Elena Prieto-Rodríguez es una matemática, informática y educadora matemática española y australiana conocida por su investigación en complejidad parametrizada y su trabajo en educación matemática. Es profesora en la Escuela de Educación de la Universidad de Newcastle, y subdirectora de la escuela de enseñanza y aprendizaje.

## Biografía
El interés de Prieto por la informática surgió al adquirir un ordenador personal cuando era preadolescente. Tras licenciarse en la Universidad Complutense de Madrid, Prieto trabajó en El Salvador de 1998 a 1999 en un programa de enseñanza de matemáticas en la Universidad de El Salvador. Tras comenzar sus estudios de postgrado en informática en 2000 en la Universidad de Victoria (Canadá), se trasladó a la Universidad de Newcastle (Australia) en 2001 y se doctoró en informática teórica en 2005. Su tesis, Systematic Kernelization in FPT Algorithm Design, versó sobre métodos de kernelización en algoritmos parametrizados y fue supervisada conjuntamente por Michael Fellows y Frances A. Rosamond.

### Trayectoria profesional
Prieto se convirtió en investigadora postdoctoral en la Newcastle Bioinformatics Initiative en la Escuela de Ingeniería y Entornos Construidos de Newcastle, y luego se trasladó al Australian Research Council como investigadora. Se interesó por la educación matemática por curiosidad acerca de por qué los jóvenes eligen carreras en ciencia, tecnología, ingeniería y matemáticas, y regresó a Newcastle como profesora en la escuela de educación en 2012. Desde 2017, ha dirigido un proyecto en Newcastle llamado HunterWISE que vincula redes de tutoría de mujeres en carreras CTIM con la divulgación escolar para atraer a las mujeres más jóvenes a CTIM; el proyecto ganó el Premio a la Excelencia de la Universidad de Newcastle por Equidad, Diversidad e Inclusión en 2019. También está afiliada como miembro externo del Grupo de Investigación en Educación Matemática y Científica de la Universidad de Tasmania.